# SAP Kupa 2007
A SAP Kupa volt az Autós Gyorsasági Országos Bajnokság, és a Magyar autós márkakupa sorozatok hatodik fordulója. Verseny helyszíne a Pannónia-Ring volt. Érdekesség, hogy az MNASZ Gyorsasági Szakágban ez volt az első körpályás verseny melyet nem a Hungaroringen rendeztek.

## Programterv
| 2007. augusztus 31. | 2007. augusztus 31.                                     | 2007. augusztus 31. | 2007. augusztus 31. |
| Idő                 | Kategória                                               | Megnevezés          | Eredmények          |
| ------------------- | ------------------------------------------------------- | ------------------- | ------------------- |
| 08:00 – 13:55       | OB összes kategória                                     | szabadedzés         | eredmény            |
| 15:00 – 15:20       | V. kategória Suzuki Swift Kupa                          | időmérőedzés        | eredmény            |
| 15:30 – 15:50       | I/2. kategória (N,A,F csoport 1600 ccm-ig)              | időmérőedzés        | eredmény            |
| 16:00 – 16:20       | IV. kategória Shell V-Power Racing Renault Clio Kupa    | időmérőedzés        | eredmény            |
| 16:30 – 16:50       | I/1. kategória (N,A,F csop. 1600 ccm felett, RX8 csop.) | időmérőedzés        | eredmény            |
| 17:00 – 17:20       | VI. kategória SEAT León Kupa                            | időmérőedzés        | eredmény            |
| 17:30 – 17:50       | II. kategória E csoport                                 | időmérőedzés        | eredmény            |

| 2007. szeptember 1. | 2007. szeptember 1.                                     | 2007. szeptember 1. | 2007. szeptember 1. |
| Idő (Rajt)          | Kategória                                               | Megnevezés          | Eredmények          |
| ------------------- | ------------------------------------------------------- | ------------------- | ------------------- |
| 08:18               | V. kategória Suzuki Swift Kupa                          | verseny             | eredmény            |
| 09:28               | I/2. kategória (N,A,F csoport 1600 ccm-ig)              | verseny             | eredmény            |
| 10:38               | IV. kategória Shell V-Power Racing Renault Clio Kupa    | verseny             | eredmény            |
| 11:48               | I/1. kategória (N,A,F csop. 1600 ccm felett, RX8 csop.) | verseny             | eredmény            |
| 13:18               | VI. kategória SEAT León Kupa                            | verseny             | eredmény            |
| 14:28               | II. kategória E csoport                                 | verseny             | eredmény            |
| 15:20 – 15:40       | V. kategória Suzuki Swift Kupa                          | időmérőedzés        | eredmény            |
| 15:50 – 16:10       | I/2. kategória (N,A,F csoport 1600 ccm-ig)              | időmérőedzés        | eredmény            |
| 16:20 – 16:40       | IV. kategória Shell V-Power Racing Renault Clio Kupa    | időmérőedzés        | eredmény            |
| 16:50 – 17:10       | I/1. kategória (N,A,F csop. 1600 ccm felett, RX8 Kupa)  | időmérőedzés        | eredmény            |

| 2007. szeptember 2. | 2007. szeptember 2.                                     | 2007. szeptember 2. | 2007. szeptember 2. |
| Idő (Rajt)          | Kategória                                               | Megnevezés          | Eredmények          |
| ------------------- | ------------------------------------------------------- | ------------------- | ------------------- |
| 09:28               | V. kategória Suzuki Swift Kupa                          | verseny             | eredmény            |
| 10:38               | I/2. kategória (N,A,F csoport 1600 ccm-ig)              | verseny             | eredmény            |
| 11:48               | IV. kategória Shell V-Power Racing Renault Clio Kupa    | verseny             | eredmény            |
| 13:18               | I/1. kategória (N,A,F csop. 1600 ccm felett, RX8 csop.) | verseny             | eredmény            |
| 14:28               | VI. kategória SEAT León Kupa                            | verseny             | eredmény            |
| 15:38               | II. kategória E csoport                                 | verseny             | eredmény            |
| 16:48               | XXL futam                                               | verseny             | eredmény            |
| 17:58               | XXL futam                                               | verseny             | eredmény            |

A futamok (az XXL kivételével) mind 14 körösek voltak.

## Külső hivatkozások
- SAL Kupa honlapja
- Magyar Nemzeti Autósport Szövetség hivatalos honlapja